# Elezioni generali in Nuova Zelanda del 2014
Le elezioni generali in Nuova Zelanda del 2014 si tennero il 20 settembre per il rinnovo della Camera dei rappresentanti. In seguito all'esito elettorale, John Key, espressione del Partito Nazionale, fu confermato Primo ministro.

## Risultati
| Liste                                    | Nazionale | Nazionale | Nazionale | Circoscrizionale | Circoscrizionale | Circoscrizionale | Totale seggi |
| Liste                                    | Voti      | %         | Seggi     | Voti             | %                | Seggi            | Totale seggi |
| ---------------------------------------- | --------- | --------- | --------- | ---------------- | ---------------- | ---------------- | ------------ |
| Partito Nazionale della Nuova Zelanda    | 1 131 501 | 47,04     | 19        | 1 081 787        | 46,08            | 41               | 60           |
| Partito Laburista della Nuova Zelanda    | 604 535   | 25,13     | 5         | 801 287          | 34,13            | 27               | 32           |
| Partito Verde della Nuova Zelanda        | 257 359   | 10,70     | 14        | 165 718          | 7,06             | -                | 14           |
| New Zealand First                        | 208 300   | 8,66      | 11        | 73 384           | 3,13             | -                | 11           |
| Partito Conservatore della Nuova Zelanda | 95 598    | 3,97      | -         | 81 075           | 3,45             | -                | -            |
| Internet Party and Mana Movement         | 34 094    | 1,42      | -         | 37 181           | 1,58             | -                | -            |
| Partito Maori                            | 31 849    | 1,32      | 1         | 42 108           | 1,79             | 1                | 2            |
| ACT New Zealand                          | 16 689    | 0,69      | -         | 27 778           | 1,18             | 1                | 1            |
| Aotearoa Legalise Cannabis Party         | 10 961    | 0,46      | -         | 4 936            | 0,21             | -                | -            |
| United Future New Zealand                | 5 286     | 0,22      | -         | 14 722           | 0,63             | 1                | 1            |
| Ban 1080 Party                           | 5 113     | 0,21      | -         | 4 448            | 0,19             | -                | -            |
| New Zealand Democratic Party             | 1 730     | 0,07      | -         | 4 647            | 0,20             | -                | -            |
| The Civilian Party                       | 1 096     | 0,05      | -         | 0                | 0,00             | -                | -            |
| NZ Independent Coalition                 | 872       | 0,04      | -         | 1 929            | 0,08             | -                | -            |
| Focus NZ                                 | 639       | 0,03      | -         | 1 797            | 0,08             | -                | -            |
| Altri                                    | 0         | 0,00      | -         | 4 810            | 0,20             | -                | -            |
| Totale                                   | 2 405 622 | 100       | 50        | 2 347 607        | 100              | 71               | 121          |